# Lockhart Stadium
Lockhart Stadium foi um estádio em Fort Lauderdale, no estado da Flórida, nos Estados Unidos. Foi a casa do Fort Lauderdale Strikers da North American Soccer League entre 1977 e 1983 e do Miami Fusion da MLS entre 1998 e 2001. Ele tem sido usado em uma variedade de esportes, principalmente futebol e futebol americano.
Originalmente concebido em 1959 para esportes de ensino médio, a conexão de longa data do estádio com o futebol começou em 1977, quando se tornou o local de origem para o time original do Fort Lauderdale Strikers da antiga NASL. Em 1998 foi reaparelhado especificamente para o futebol como sendo a casa do Miami Fusion na Major League Soccer; a equipe foi extinta em 2001. Foi também o estádio da equipe de futebol do Florida Atlantic Owls de 2002 a 2010.
O estádio foi demolido para a construção do Inter Miami CF Stadium.